# No Dal Molin

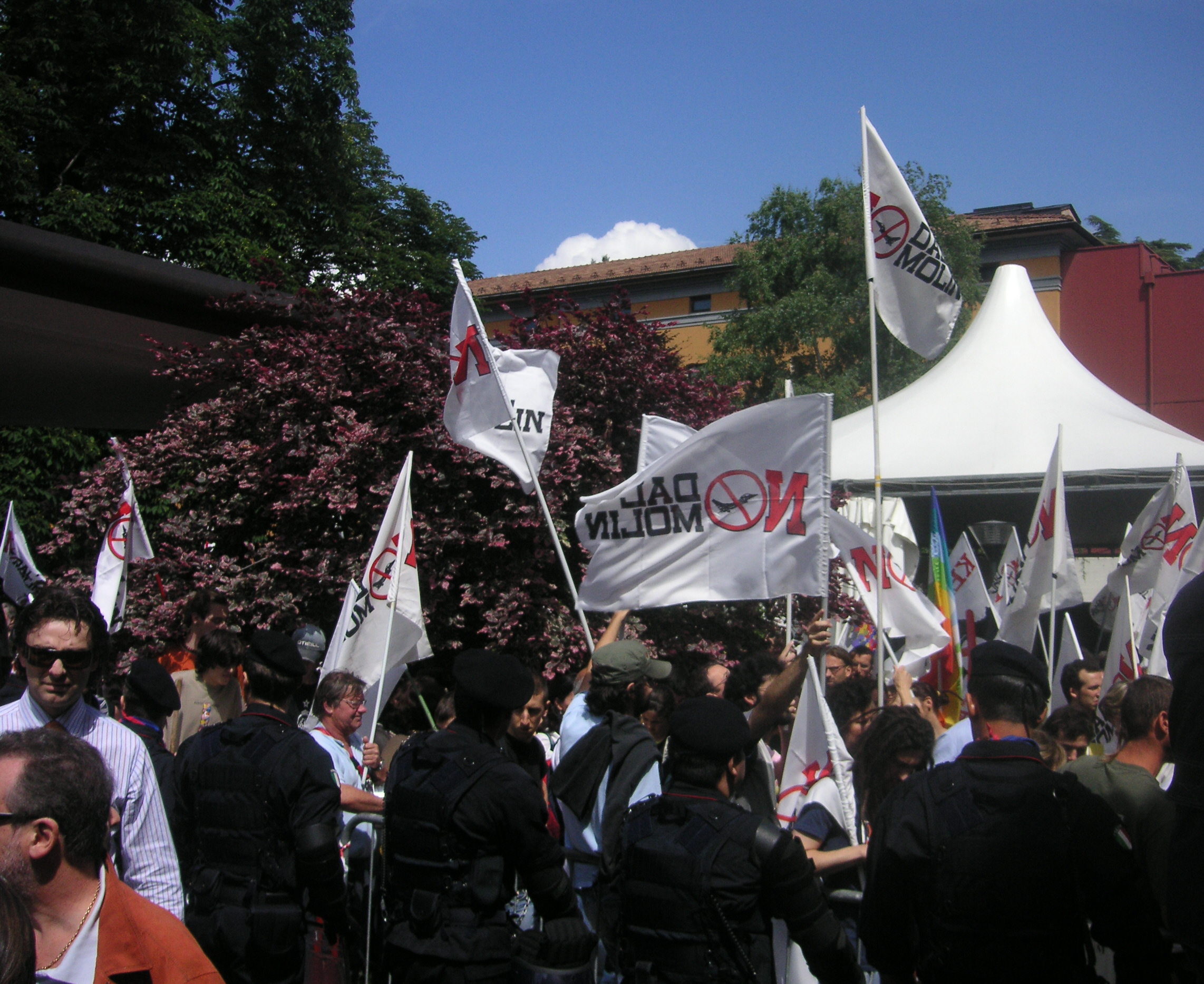
La polizia e i manifestanti del No Dal Molin a Trento il 3 giugno 2007.

No Dal Molin è stato un movimento di cittadini e di associazioni contrari alla realizzazione della nuova base dell'esercito statunitense nell'aeroporto Dal Molin di Vicenza, che andrebbe a consolidare gli altri insediamenti statunitensi già presenti sul territorio vicentino come la Caserma Ederle e la base Site Pluto di Longare.
Andrebbe a insediarsi nella zona nord di Vicenza, confinante con il comune di Caldogno nell'attuale aeroporto Dal Molin di Vicenza che dovrebbe servire agli USA per riunire la 173ª Brigata aviotrasportata e diventare così, secondo il Pentagono, la base logistica più importante dell'esercito statunitense in Europa, soprattutto per le azioni belliche in Medioriente: la 173ª Airborne Brigade, attualmente dislocata tra Vicenza, Aviano (PN) e la Germania, si trasformerebbe in una unità d'azione, pronta in poche ore a trasferirsi nei vari scenari di guerra che potrebbero aprirsi in Africa, in Medio Oriente o nell'Europa orientale.

## Nascita del movimento
Nel 2004 gli Stati Uniti d'America avanzano la richiesta di ampliare la base di Vicenza; il governo italiano, allora presieduto da Silvio Berlusconi, coinvolge il sindaco di Vicenza Enrico Hüllweck, che esprime parere favorevole. Solo nel 2006, dopo la valutazione del progetto da parte del Comitato Misto Paritetico Regionale, i vicentini vengono a conoscenza del progetto: nasce una forte opposizione, che sfocia nella costituzione del movimento No Dal Molin. Nonostante ciò, il sindaco Hüllweck fa approvare dal consiglio comunale un'opinione favorevole alle richieste statunitensi. Il via libera definitivo giunge dal governo presieduto da Romano Prodi il 16 gennaio 2007: gli oppositori all'ampliamento dichiarano trattarsi di un «editto di Bucarest». Quella stessa sera un gruppo di militanti del movimento danno vita ad una fiaccolata che si conclude con l'occupazione dei binari della stazione ferroviaria. La stessa notte viene eretto il tendone che ospiterà da quel giorno in avanti il presidio permanente No Dal Molin. Il 17 febbraio 2007 si svolge la seconda manifestazione nazionale contro la base statunitense: in un percorso ad anello attorno al centro cittadino sfila un corteo che secondo gli organizzatori comprende centocinquantamila persone provenienti anche da altri paesi europei e dagli Stati Uniti, con la partecipazione del premio nobel per la letteratura Dario Fo. Alla manifestazione del 17 febbraio 2007 seguono marce, azioni dirette e tre festival realizzati nella tarda estate del 2007, del 2008 e del 2009; vengono occupate simbolicamente la Basilica Palladiana (marzo 2007) e la prefettura vicentina (gennaio 2008), mentre nel gennaio 2009 i No Dal Molin occupano per tre giorni l'area civile dell'aeroporto.

## Anno 2008
Alle elezioni amministrative dell'aprile 2008, il centrosinistra vince le elezioni facendo leva sui temi legati alla base e prospetta alla cittadinanza la possibilità concreta di fermare la costruzione della nuova base militare americana. Il neo Sindaco Achille Variati propone al Consiglio comunale un nuovo ordine del giorno sul progetto e promuove una consultazione popolare per dar voce alla cittadinanza. Ma il referendum viene bloccato, quattro giorni prima del suo svolgimento, dal Consiglio di Stato che accoglie il ricorso della presidenza del Consiglio dei ministri e del ministero della Difesa contro l'ordinanza del Tar del Veneto e, di fatto, dichiara l'approvazione all'installazione militare un «atto politico, come tale insindacabile dal giudice amministrativo». Il movimento No Dal Molin la sera stessa dell'annullamento organizza una manifestazione di piazza e indice una consultazione autogestita per il 5 ottobre.
Decine di gazebo vengono allestiti da centinaia di volontari per il voto di fronte agli edifici che avrebbero dovuto ospitare il referendum. Alla chiusura dei seggi si conteranno quasi 25 000 votanti (il 28% degli aventi diritto di voto nel Comune di Vicenza), la quasi totalità dei quali (circa il 95%) si esprime contro la realizzazione della nuova base militare statunitense.

## Anno 2009
Nel febbraio 2009 viene aperto il cantiere per la realizzazione della nuova base. Il 10 febbraio decine di cittadini tentano di bloccare gli accessi all'aeroporto, ma 400 agenti in assetto antisommossa li respingono e compiono 16 fermi.

## Anno 2010
A fine gennaio del 2010 degli attivisti del movimento No Dal Molin si infiltrano nella base militare americana in via di ampliamento e una decina di essi inscena una protesta incatenandosi a una gru e montando su un carrello adibito ai lavori. I manifestanti denunciano anche con l'ausilio di fotografie le pozze d'acqua presenti nel cantiere che segnalerebbero un danneggiamento della falda acquifera causata dai lavori. La denuncia induce il sindaco Variati a sollecitare, da parte degli organismi preposti, «risposte precise e documentate».
Si comincia a fare largo l'idea di un parco che possa compensare l'impatto dei lavori di ampliamento. In aprile, il Consiglio comunale della città vicentina vara un documento – su cui converge gran parte delle forze politiche – in cui si chiede la realizzazione di infrastrutture: una tangenziale, una linea di trasporto pubblico a elettricità, il potenziamento dell'università locale e la creazione di un'area verde.

## Anno 2011

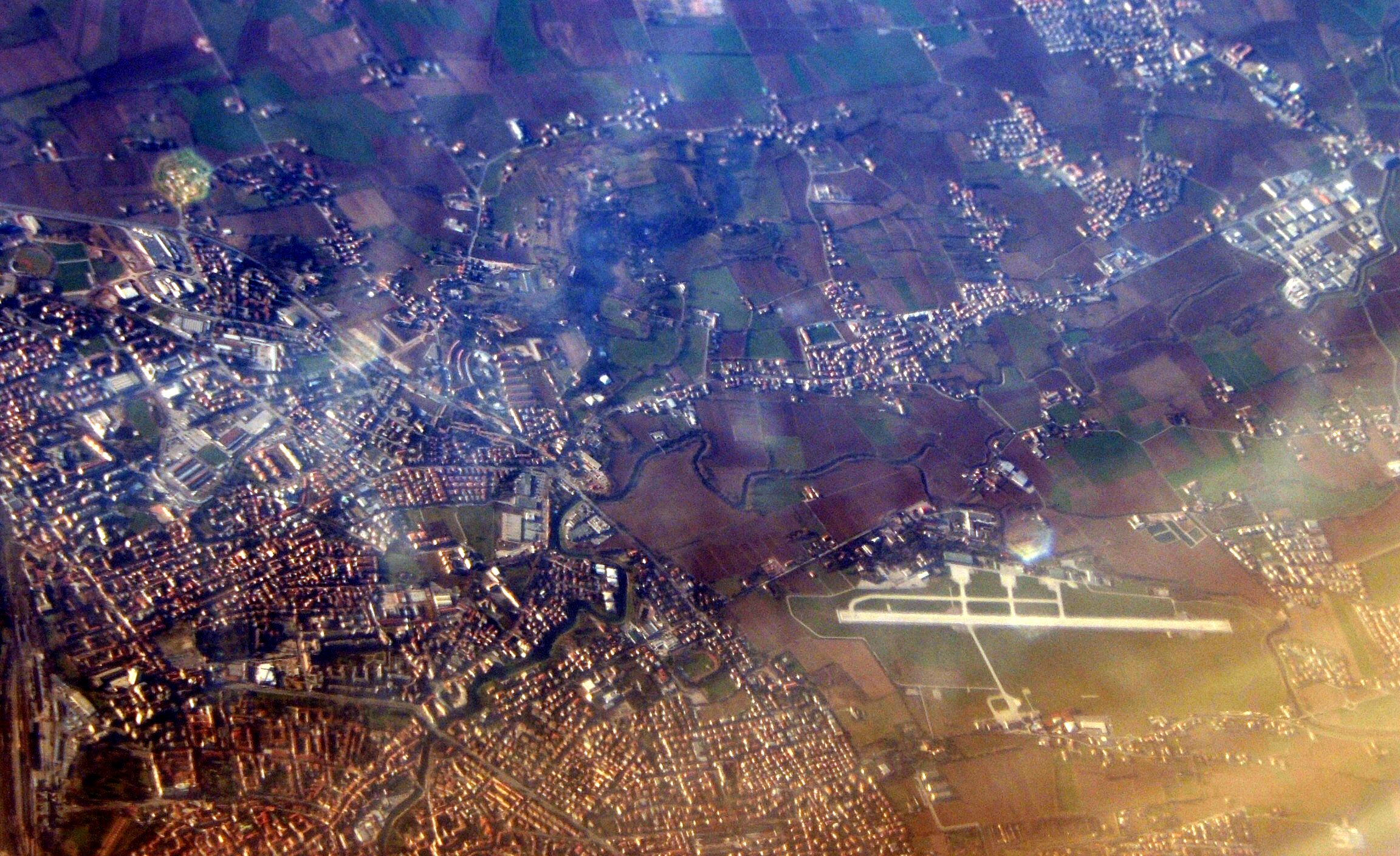
Veduta aerea dell’aeroporto Dal Molin (la pista centrale è chiaramente visibile a destra verso il basso)

Il comune e la provincia di Vicenza trovano un accordo con il governo italiano per un piano di compensazioni che prevede, tra l'altro, la costruzione di un nuovo tratto autostradale tangenziale alla città e, grazie a una delibera del Cipe, il finanziamento di 11 milioni e mezzo di Euro per opere nel parco a est dell'aeroporto, che il comitato No Dal Molin vorrebbe trasformato in Parco della Pace
.
Il 7 luglio viene ufficialmente siglato a Roma il protocollo di intesa fra gli enti locali interessati, i Ministeri competenti e l'ANAS. Il documento ratifica gli impegni già sottoscritti: la creazione di un'area verde collocata in posizione est rispetto alla base, la costruzione di una tangenziale nord-est e l'apertura di un tavolo tecnico relativo al trasporto pubblico elettrico. Il presidio No Dal Molin definisce l'accordo "una vittoria dei movimenti che in questi anni si sono battuti contro la base Usa".
Il Camp Del Din viene inaugurato nel 2013.